# Parafia Najświętszej Maryi Panny Matki Kościoła w Kostrzynie nad Odrą
Parafia pw. Najświętszej Maryi Panny Matki Kościoła w Kostrzynie nad Odrą – jedna z dwóch rzymskokatolickich parafii w mieście Kostrzyn nad Odrą, należąca do dekanatu Kostrzyn diecezji zielonogórsko-gorzowskiej, metropolii szczecińsko-kamieńskiej w Polsce, erygowana 16 czerwca 1946 roku. Mieści się przy ulicy Kardynała Stefana Wyszyńskiego.
Od 1 sierpnia 2023 roku proboszczem jest ks. kan. dr Radosław Gabrysz.

## Miejsca kultu

### Kościół parafialny
- kościół pw. Najświętszej Maryi Panny Matki Kościoła w Kostrzynie nad Odrą

### Kościoły filialne
- Kościół pw. św. Józefa w Dąbroszynie